# 케빈 밴후저
케빈 밴후저(Kevin Vanhoozer, 1957년 3월 10일 )는 미국의 신학자로 일리노이주 디어필드에 있는 트리니티 신학교에서 조직신학 교수이다. 그의 많은 작품들은  조직신학, 해석학, 해석학적 신학, 그리고 포스트 모더니즘에 중점을 두고 있다. 제자로 김은수 박사가 있다.

## 생애
그는 웨스트민스터 신학교(M. Div)와 케임브리지 대학교(Ph. D)의 니콜라스 라쉬에서 공부했으며, 에딘버러 대학교의 뉴 칼리지에서 9년 동안 신학과 종교 연구 분야 교수로 재직했었다. 스코틀랜드 장로교회에서 안수를 받은 목사이자, 미술과 문학 애호가일 뿐 아니라 클래식피아노 연주를 들려주는 음악 애호가이기도 하다. 학위명은 Biblical Narrative in the Philosophy of Paul Ricoeur: A Study in Hermeneutics and Theology이다. 그와 그의 아내는 실비는 두 딸이 있다.

## 교리
이승구 교수는 케빈 밴후저 교수의 교리의 중요성을 다음과 같이 인용한다: "교리 없이 하나님을 갈망하는 것은 맹목이고, (하나님에 대한) 갈망이 없는 교리는 공허한 것이다"

## 학문적 기여
성서의 본질과 기능을 하나님의 의사소통 행위라는 틀 속에서 파악하는 밴후저는 기존의 복음주의 성서관의 기본 의도를 부정하지 않으면서도, 시대적 필요에 맞게 성서의 권위를 재확인해주는 방식과 언어를 선사한다. 해석학에 대한 그의 정통한 지식은 성서 안의 각 텍스트가 가진 고유성과 해석의 적절한 역할까지 함께 고려할 수 있는 유연하고 폭넓은 무오설을 형성하게 도와준다. 그는 이러한 자신의 입장을 값비싼(costly) 혹은 숙달된(well-versed) 무오설이라고도 부른다. 또한 무오성의 기본 의미가 ‘오류가 없다’라는 이중부정이 아니라 성서의 진실성과 신뢰성에 있다는 것을 강조함으로써, 그는 다양한 신학 전통에 개방적이고 세계 기독교 시대에 맞게 소통 가능성 높은 성서론을 제시하고 있다. 무엇보다도 밴후저는 인식론에서 존재론으로 성서의 권위에 대한 논의의 중심축을 옮겨 놓음으로써 무오설이 신학적 토대주의 혹은 성서의 우상화를 초래한다는 비판을 피하면서도 성서의 권위를 확증할 수 있는 대안적 방식을 찾아준다.
그의 책 <<텍스트에 의미가 있는가?>>(Is There a Meaning in this Text?)에서 밴후저는 성경해석학에 자크 데리다, 스텐리 피쉬, 그리고 리차드 로티와 같은 사람들이 주장하는 해체주의의 도전에 대답을 한다. 여기서 그는 발화자의 의사가 말해지고 저자의 의도가 전달 되어야만 온전한 의사소통 행위(Communicative act)가 이뤄진다고 본다. 해석의 과정에서 저자, 텍스트, 그리고 독자의 관계에서 독자 중심적 해석 보다는 저자 중심적 해석을 주장한다. 다시 말하면, 성경을 텍스트로 볼 때에 역사(시대)적으로 문화(창의)적으로 다양한 독자는 텍스트(본문)를 정확히 이해하고 해석 함으로서 성경기자(사람)의 의사와 성경이 되게 하는 저자(성령)의 의도 하시는 바를 찾아낼 수 있을 뿐만 아니라 독자가 텍스트를 통하여 저자(하나님)와의 교감이 이루어 짐으로써 성화(Sanctified, Glorification)의 삶을 영위할 수 있다는 것이다. 그는 존 랭쇼 오스틴(J. L. Austin, 1911-1960)과 존 설(J. R. Searle, 1932- )의 언어행위 철학(Speech-act Philosophy)에서 언어의 세 구성 요소를 응용하며
단순발화행위(Locutionary act, the text itself), 의미수반발화행위(Illocutionary act, the stance of the author to the locaution), 효과수반발화행위(Perlocutionary act, the goals that the author hopes to accomplish through the text)를 주장한다. 성경해석에서도 삼위일체적 해석을 함으로써, 성경의 문자는 말 못하는 벙어리(우상)가 아니라는 것, 문자에 담겨 있는 의미가 소통이 되어야 문자 만으로써의 벙어리는 비로소 말 하는 화자(話者)가 된다는 것, 그렇게 화자의 의사를 파악하게 됨으로 저자의 의도대로 행동에 옮겨 진다는것, 활력을 불러 일으킨다는 것, 즉 독자중심적 해석(주관적)으로부터 저자중심적 해석(객관적)으로 바뀔 수 있다는 것, 저자와-텍스트와-독자, 화자와-언어행위와-청자, 하나님의 계시와-선지자나 사도들의 선포-신자(信者)의 신앙생활, 그렇게 깨달음과 결심과 선행을 추구 하게 된다는 것을 말한다.

## 작품
- ——— (1998). 《Is There a Meaning in this Text? The Bible, the Reader, and the Morality of Literary Knowledge》. Grand Rapids, MI: Zondervan. ISBN 978-0-3102-1156-3.
- ——— (2002). 《First Theology: God, Scripture & Hermeneutics》. Downers Grove, IL: IVP. ISBN 978-0-8308-2681-0.
- ——— (2005). 《The Drama of Doctrine: A Canonical-linguistic Approach to Christian Theology》. Louisville, KT: Westminster, John Knox Press. ISBN 978-0-6642-2327-4.
- ——— (2010). 《Remythologizing Theology: Divine Action, Passion, and Authorship》. Cambridge: Cambridge University Press. ISBN 978-0-5214-7012-4.
- ——— (2014). 《Faith Speaking Understanding: Performing the Drama of Doctrine》. Louisville, KT: Westminster, John Knox Press. ISBN 978-0-6642-3448-5.
- ———; Strachan, Owen (2015). 《The Pastor as Public Theologian: Reclaiming a Lost Vision》. Grand Rapids, MI: Brazos. ISBN 978-0-8010-9771-3.
- ———; Treier, Daniel (2016). 《Theology and the Mirror of Scripture: A Mere Evangelical Account》. Studies in Christian Doctrine and Scripture. Downers Grove, IL: IVP Academic. ISBN 978-1-7835-9400-9.
- ——— (May 2016). 《Pictures at a Theological Exhibition: Scenes of the Church's Worship, Witness, and Wisdom》. Downers Grove, IL: IVP Academic.
- ——— (October 2016). 《Biblical Authority after Babel: Retrieving the Solas in the Spirit of Mere Protestant Christianity》. Grand Rapids, MI: Brazos.

### 편집한 작품
- Vanhoozer, Kevin Jon, 편집. (1996). 《The Trinity in a Pluralistic Age: Theological Essays on Culture and Religion》. Grand Rapids, MI: Eerdmans. ISBN 978-0-8028-4117-9.
- Vanhoozer, Kevin Jon, 편집. (2001). 《Nothing Greater, Nothing Better: Theological Essays on the Love of God》. Grand Rapids, MI: Eerdmans. ISBN 978-0-8028-4902-1.
- Vanhoozer, Kevin Jon, 편집. (2003). 《Cambridge Companion to Postmodern Theology》. Cambridge: Cambridge University Press. ISBN 978-0-5217-9062-8.
- Vanhoozer, Kevin Jon; Bartholomew, Craig G.; Treier, Daniel J; Wright, NT, 편집. (2005). 《Dictionary for Theological Interpretation of the Bible》. Grand Rapids, MI: Baker Academic. ISBN 978-0-2810-5780-1.
- Vanhoozer, Kevin Jon; Smith, James KA; Benson, Bruce Ellis, 편집. (2006). 《Hermeneutics at the Crossroads》. Indiana Series in the Philosophy of Religion. Bloomington, IN: Indiana University Press. ISBN 978-0-2532-1849-0.
- Vanhoozer, Kevin Jon, 편집. (2007). 《Everyday Theology: How to Read Cultural Texts and Interpret Trends》. Grand Rapids, MI: Baker Academic. ISBN 978-0-8010-3167-0.
- Vanhoozer, Kevin Jon; Warner, Martin, 편집. (2007). 《Transcending Boundaries in Philosophy and Theology: Reason, Meaning and Experience》. Farnham, Surrey: Ashgate Publishing. ISBN 978-0-7546-5324-0.
- Vanhoozer, Kevin Jon; Bartholomew, Craig G; Treier, Daniel J, 편집. (2008). 《Theological Interpretation of the Old Testament: A Book-by-Book Survey》. Grand Rapids, MI: Baker Academic. ISBN 978-0-2810-6101-3.
- Vanhoozer, Kevin Jon; Lugioyo, Brian; Reynolds, Benjamin E., 편집. (2014). 《Reconsidering the Relationship between Biblical Theology and Systematic Theology in the New Testament》. Tübingen: Mohr Siebeck. ISBN 978-3-1615-2719-7.
- Vanhoozer, Kevin Jon, 편집. (2016). 《New Dictionary of Theology》 2 exp. & rev.판. Downers Grove, IL: IVP Academic. ISBN 978-0-8308-2455-7.

### 논문
- “Lost in Interpretation? Truth, Scripture, and Hermeneutics”. 《Journal of the Evangelical Theological Society》 48 (1): 89–114. March 2005.
- “Putting on Christ: Spiritual Formation and the Drama of Discipleship”. 《Journal of Spiritual Formation & Soul Care》 8 (2). Fall 2015.

### 온라인 논문
- 약속의 합의로 소통하는 해석학의 활용 (PDF)
- 유형의 포스트 모던 신학 (PDF),에서 발췌 캠브리지의 동반자를 포스트 모던 신학
- 활동적인 해석학:가 있는 성경에 Overinterpreted
- Vanhoozer 의 응답을 Kostenberger 의 검토리의 드라마의 교리

### 참고 문헌
1. ↑  Kevin J. Vanhoozer, Faith Speaking Understanding: Performing the Drama of Doctrine (Louisville, Kentuckey: Westminster John Knox Press, 2014), xiv).
2. ↑  김진혁, "삼위일체와 성서: 케빈 밴후저의 제일신학을 중심으로," 제 20회 피어선 학술대회, 평택대학교 피어선기념성경연구원, 2017-5-15
3. ↑  신학서적 | 이 텍스트에 의미가 있는가?